# 2020年5月27日香港デモ
2020年5月27日香港デモ（2020ねん5がつ27にちホンコンデモ）は、2020年5月27日に香港で行われたデモ活動である。
市民数千人が国家安全法や国歌条例案に抗議するデモを行った。警察は約3500人を動員し、「違法な集会に参加した」などとして参加者360人以上を逮捕した。